# The Pleasure Principle
The Pleasure Principle (dt.: Das Lustprinzip) ist ein Lied von Janet Jackson aus dem Jahr 1986, das von Monte Moir geschrieben wurde. Es erschien auf dem Album Control.

## Geschichte
The Pleasure Principle wurde von Monte Moir geschrieben und von ihm produziert. 
Im Oktober 1985 wurde das Lied in den Flyte Tyme Studios in Minneapolis, Minnesota aufgenommen.
Das Lied ist eine „Independent-Women“ (dt. „Frauen-Unabhängigkeits“) Hymne und handelt über eine Liebesbeziehung, die in die Brüche geht. 
Bei den Soul Train Music Awards von 1988 wurde das Lied als beste Single einer weiblichen Künstlerin nominiert.
Nach seiner Veröffentlichung am 12. Mai 1987, als sechste Single des Albums, erreichte der Dance-Pop-R&B-Synthpop-Titel in den Vereinigten Staaten Platz nur Platz 14 und beendete Jacksons Serie von sechs Top-5-Hits nacheinander. Jedoch wurde das Lied in den Hot R&B/Hip-Hop Songs ihr fünfter und in den Hot Dance Club Play ihr dritter Nummer-eins-Hit. 
Im Vereinigten Königreich wurde das Lied am 29. Juni 1987 veröffentlicht, wobei es dort nur mäßige Erfolge erzielte. Einige Wochen vor seiner Veröffentlichung erreichte das Lied in den britischen Charts Platz 24 und verblieb insgesamt nur 5 Wochen in den Charts. 
Der berühmte Modephotograf David LaChapelle schoss das Coverbild der Single.
Auf der B-Seite der Single erschien das Lied Fast Girls.
Jackson sang das Lied bisher auf ihrer Rhythm Nation 1814 Tour, janet. Tour, The Velvet Rope Tour, Rock Witchu Tour und der Number Ones: Up Close and Personal Tour. Auf der janet. Tour und der All for You Tour sang Jackson das Lied nicht.

## Musikvideo
Die Regie zum Musikvideo führte Dominic Sena, es wurde in New York City gedreht. Jackson tanzt solo und zeigt dabei viele Tanzchoreographien und singt über „pleasure principle“ (dt.:„Lustprinzip“). In die Tanzchoreographien im Musikvideo bezieht Jackson auch Stühle und Mikrofonständer mit ein. Bei den MTV Video Music Awards 1988 gewann das Lied die Auszeichnung in der Kategorie „Best Choreography“ und war in der Kategorie „Best Female Video“ nominiert.
Während des MTV Icon 2001, wurde Jackson von der Musikerin Mýa Tribut gezollt. Mýa tanzte die Choreographie aus dem Musikvideo, darunter die bekannte Spiegel-Szene. Am 27. April 2007 wurde das Musikvideo zum Lied auf dem iTunes Store veröffentlicht.